# D902 (Val-d'Oise)
De D902 is een departementale weg in het Noord-Franse departement Val-d'Oise. De weg loopt van Gonesse via Roissy-en-France naar de Luchthaven Parijs-Charles de Gaulle.

## Geschiedenis
Oorspronkelijk was de D902 onderdeel van de N2. Door de aanleg van de Luchthaven Parijs-Charles de Gaulle werd in 1973 de loop van de N2 aangepast. Dit deel van de N2 werd overgedragen aan het departement Val-d'Oise. De weg is toen omgenummerd tot D902.